# Fernando Eiras
Fernando Eiras Sotoca (Madrid, 1968) es un escritor y guionista de televisión español.

## Carrera laboral
Fernando Eiras es un guionista con más de treinta años de experiencia en la industria televisiva. Ha trabajado en programas como El Informal, CQC, Dani y Flo, Martes y 13: Viéndonos, Vídeos de Primera, Moranquíssimo y Ya es mediodía en China. Además, ha participado en la creación de concursos y magazines como ¿Qué apostamos?, ¿Qué me dices? y Las mañanas de Cuatro y ha creado y dirigido programas como Conexión Samanta, ¡Toma salami!,  Perdidos en la tribu y Lo sabe, no lo sabe.
Además de su trabajo en televisión, Fernando Eiras es autor de los libros Manual del guionista de televisión y ¿Por qué a los tailandeses les gustan tanto las salchichas? También participa en el programa radiofónico Por fin no es lunes en Onda Cero y continúa trabajando como guionista en el programa La noche D en TVE.
Fernando Eiras ha sido reconocido con tres premios Ondas.